# Potere di interruzione
Il potere di interruzione (Pdi) di un componente elettrico indica la corrente massima entro la quale il componente stesso è in grado di aprire il circuito. 
Poiché la condizione peggiore si verifica in condizioni di corto circuito, in cui il conduttore è percorso da una corrente di intensità Icc, per garantire la sicurezza e il corretto funzionamento dell'impianto elettrico occorre che sia soddisfatta la relazione Icc ≤ Pdi.
In pratica, occorre che i conduttori siano dimensionati in modo da sopportare l'energia passante (I2t formalmente chiamato Integrale di Joule) che si sviluppa durante il corto circuito più gravoso prevedibile in sede di progetto. A questo scopo devono essere installati dispositivi di protezione - come interruttori automatici o fusibili - opportunamente dimensionati per interrompere la corrente prima che si raggiunga la soglia massima di energia passante sopportabile dai conduttori e/o da altri dispositivi percorsi dalla corrente di guasto.
Nel caso si impieghino interruttori automatici magnetotermici, questi devono essere progettati in modo da separare il più velocemente possibile i contatti prima che le forze elettromotrici generatesi su di essi siano tali da ostacolarne la separazione. Anche nell'eventualità dell'apertura dei contatti, è possibile che si abbia la persistenza di un arco elettrico stabilizzato dall'elevato flusso di corrente, e quindi si rendono necessarie apposite camere di estinzione.
In un interruttore generico l'intensità di corrente al potere di interruzione è notevolmente superiore (alcuni ordini di grandezza) rispetto alla corrente massima nominale, definita come l'intensità di corrente massima che può essere sopportata dal dispositivo per un tempo illimitato. Nel caso di interruttori magnetotermici e fusibili lo stesso valore è superiore alla soglia di intervento, ovvero il valore limite oltre il quale si ha l'intervento del dispositivo.